# Осада Бургоса
Во время осады Бургоса с 19 сентября по 21 октября 1812 года англо-португальская армия во главе с генералом Артуром Уэлсли попыталась отбить замок Бургос у французского гарнизона под командованием бригадного генерала Жана-Луи Дюбретона. Французы отразили все попытки захватить крепость, что привело к одному из редких отступлений Веллингтона. Веллингтон решил сначала разгромить армию, угрожающую ему на линиях Торрес-Ведрас, преследовать её, а затем вернуться, чтобы завершить осаду Бургоса и захватить город. Осада произошла во время Пиренейской войны, части наполеоновских войн. Бургос находится примерно в 200 км к северу от Мадрида.
После разгрома французской армии маршала Огюста Мармона в битве при Саламанке в июле 1812 года Веллингтон воспользовался своей победой, начав наступление на Мадрид. Король Жозеф Бонапарт и маршал Жан-Батист Журдан отступили в Валенсию, где они искали убежище у маршала Луи Габриэля Сюше. Триумф Веллингтона также вынудил маршала Никола Сульта покинуть Андалусию и уйти в Валенсию. Объединённые армии Сульта и Жозефа вскоре создали серьёзную угрозу для планов Веллингтона по захвату Мадрида. Недавно побеждённая французская армия на севере также наращивала свои силы. Веллингтон планировал противостоять угрозе французов на юге, надеясь быстро захватить стратегически ценный Бургос, который был важной базой снабжения неприятеля.
Вместо этого он столкнулся с искусной обороной Дюбретона, который постоянно отражал нападения Веллингтона. Надежды британского командующего были разрушены, когда его попытки сдержать двойное французское контрнаступление потерпели неудачу. Узнав о крупных французских армиях, приближающихся на помощь к Бургосу с северо-востока и к Мадриду с юго-востока, британский командующий отступил на запад, покинув обширные районы Испании, которые лишь недавно были освобождены. Этой осенью французы упустили возможность победить армию Веллингтона. Тем не менее, во время ухода в Португалию англо-португальская армия потеряла много людей из-за преследования французской кавалерии и голода.

## Предыстория
Победа Веллингтона 22 июля 1812 года над маршалом Мармоном в битве при Саламанке серьёзно ослабила позиции Франции в Испании. Перед боем Жозеф Бонапарт отправился с подкреплением в 14 000 человек, однако Мармон не знал, что помощь уже в пути. 25 июля Жозеф получил сообщение от раненого Мармона, в котором освещались масштабы катастрофы. Вскоре дивизионный генерал Клозель доложил об истинном положении дел. Он писал королю: «Обычно армии после неудачи теряют боевой дух, но в данном случае трудно понять всю степень разочарования. Я не могу скрывать, что плохие настроения преобладают. Беспорядки и самые отвратительные излишества отмечают каждый этап нашего отступления». Жозеф немедленно отступил в сторону Мадрида. Отчаявшись спасти ситуацию, король приказал маршалу Никола Сульту отправить помощь и покинуть Андалусию, но тот отказался.
30 июля армия Веллингтона достигла Вальядолида, города к северо-западу от Мадрида. Оставив 18 000 солдат вместе с лейтенант-генералом Генри Клинтоном, чтобы наблюдать за Клозелем, командующий британской армией повернул к Мадриду с армией в 36 000 человек. 11 августа драгунская дивизия дивизионного генерала Анн Франсуа Шарля Трельяра устроила перестрелку с союзниками в битве при Махадаонда к северо-западу от Мадрида. Сначала французские драгуны разгромили португальскую конницу бригадного генерала Бенджамина д’Урбана. После того, как они отогнали тяжёлых драгунов Королевского германского легиона (КГЛ) генерал-майора Георга фон Бока, французы были наконец остановлены огнем 1-го лёгкого пехотного батальона КГЛ и приближением подкрепления.
Король Жозеф покинул Мадрид, в который англо-португальская армия вступила 12 августа, к радости горожан. На следующий день форты Ретиро были подвергнуты осаде, и через 24 часа они сдались Веллингтону, в результате чего ему достались 2046 пленных, большие запасы одежды и снаряжения, в том числе 20 000 мушкетов и 180 медных пушек:318, а также орлы 13-го драгунского и 51-го линейного пехотного полков. Преследуемые партизанами и страдающие от жажды, солдаты Жозефа отступили до города Валенсия на восточном побережье, которого они достигли 31 августа. Валенсия была под властью маршала Луи Габриэль Сюше. Веллингтон знал, что если Жозеф и Сульт объединят свои силы, его положение в центральной Испании станет опасным. Он рассчитывал, что осенние дожди наводнят реку Тахо и не позволят Жозефу и Сульту угрожать его южному флангу. Он надеялся, что испанцы смогут задержать французскую контратаку на Мадрид. Он также полагал, что захват Бургоса замедлит подход французов с севера.
К изумлению Веллингтона, Клозель быстро собрал свою разбитую армию и начал действия на севере. 13 августа французский генерал пошёл на Вальядолид, имея 25 000 солдат. Перед лицом этой угрозы Клинтон отступил в Аревало с 7000 солдат, в то время как испанский корпус Хосе Мария Сантосильдеса покинул Вальядолид. Клозель послал своего лейтенанта Максимильена Себастьяна Фуа, чтобы освободить заблокированные французские гарнизоны. Хотя испанские нападающие завершили осаду Асторги до его подхода, Фуа деблокировал гарнизоны в Торо и Саморе и воссоединился с Клозелем в Вальядолиде 4 сентября. Веллингтон и его 21 000 солдат присоединились к Клинтону в Аревало 3 сентября. Командующий британской армией отправился вслед за Клозелем, но тот легко стряхнул преследователей и ушёл от них, оставив в Бургосе гарнизон из 2000 человек. Веллингтон оставил лейтенант-генерала Роланда Хилла защищать Мадрид с 31 000 англо-португальцев и 12 000 испанцев. Эти силы включали в себя три лучших дивизии Веллингтона.

## Осада

### Горнверк Сан-Мигель

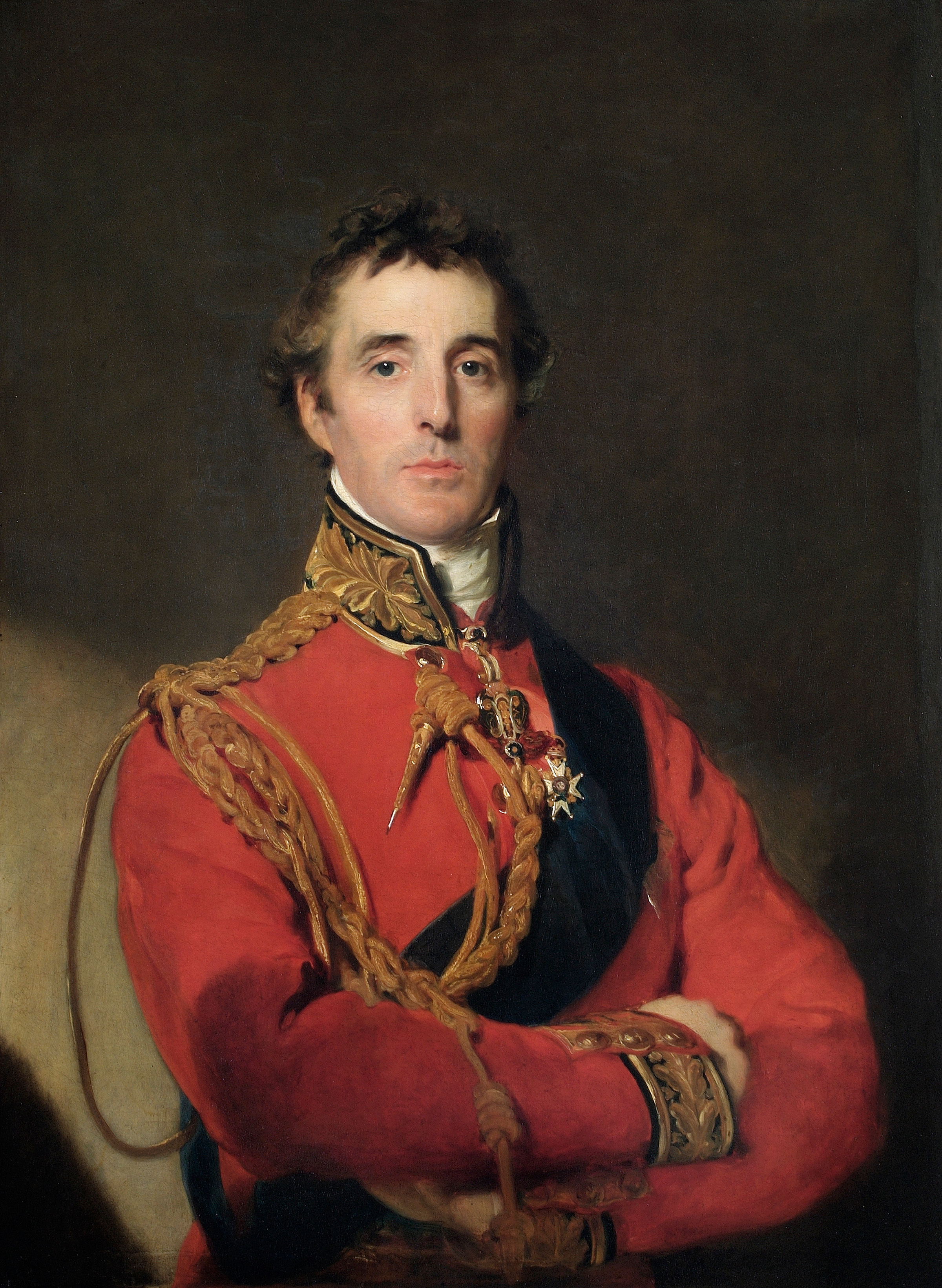
Артур Уэлсли, маркиз Веллингтон

Англо-португальско-испанская армия из 35 000 человек осадила замок Бургос 19 сентября. Бригадный генерал Жан-Луи Дюбретон командовал двумя батальонами 34-го линейного пехотного полка, одним батальоном 130-го линейного полка, одной артиллерийской ротой и одной сапёрной ротой, всего 2000 военнослужащих; кроме того у него было 9 тяжёлых пушек, 11 полевых орудий и 6 мортир. Внутренняя оборона Бургоса включала в себя цитадель, известную как Батарея Наполеона. Историки расходятся во мнениях относительно того, сколько тяжёлых пушек было у Веллингтона. Майкл Гловер писал, что у англичан было всего три 18-фунтовых пушки с 1306 выстрелами. Дэвид Гейтс утверждал, что Веллингтон привёз только восемь осадных орудий, хотя ему были доступны ещё множество недавно захваченных пушек. Крис Макнаб говорит о наличии у британцев восьми 24-фунтовых пушек.
Адмирал сэр Хоум Пофам из Королевского флота предложил привезти в Сантандер более тяжёлые орудия, но Веллингтон отказался от этого. После стоивших ему очень дорого осад Сьюдад-Родриго и Бадахоса он не хотел проводить массированную пехотную атаку. В то время сапёрный корпус британской армии, который тогда назывался Военные ремесленники, был сильно ослаблен. В Бургосе было только пять инженеров и восемь саперов. Во время осады один инженер и один сапёр были убиты, а два инженера и все семь оставшихся сапёров ранены.
Веллингтон приказал атаковать ночью 18 сентября горнверк Сан-Мигель, который охранял северо-восточные подступы к форту. Без поддержки артиллерии сразу в трёх местах начался штурм. 1-й батальон 42-го пехотного полка был замечен французами в лунном свете, и более 200 человек были скошены огнём. Португальская бригада бригадного генерала Дениса Пака потеряла ещё 100 человек. Британские фланговые отряды 1/42-го пехотного, 1/24-го пехотного и 1/79-го пехотного полков смогли подойти к горнверку сзади. Оттуда они открыли огонь по французам. Защитники внезапно бросились бежать, оставив горнверк союзникам. 1-й батальон 34-го линейного полка французов потерял 138 убитых и раненых, а 60 человек и семь орудий были захвачены. Потери союзников составили 421 убитых и раненых.

### Замок Бургос

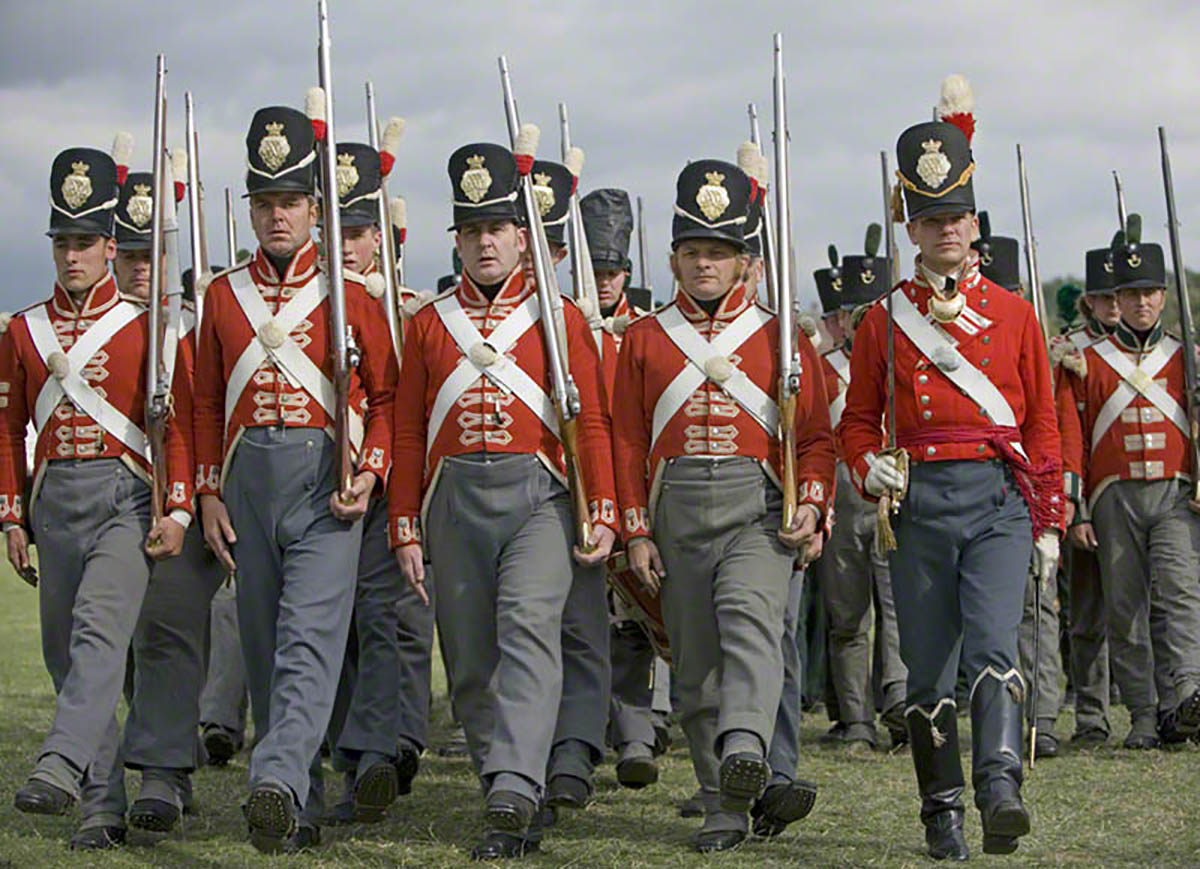
Реконструкторы, одетые в мундиры британской пехоты

Британские инженеры начали быстро устанавливать батареи на горнверке; первая батарея была на месте 22 сентября. Однако в надежде на новую удачу Веллингтон приказал атаковать ночью 22/23 сентября, прежде чем его пушки смогли произвести хотя бы один выстрел. Солдаты 1-й и 6-й дивизий бросились к забору с топорами, а за ними несли всего пять лестниц, с помощью которых они надеялись взобраться на более чем 7-метровую стену. Без поддержки других войск они были легко отбиты, потеряв 150 человек из 400 убитыми и ранеными:322. Затем инженеры начали делать подкоп в 20 метров, чтобы проникнуть под западную стену форта. Когда подкоп был закончен и ранним утром 29 сентября в нём был взорван заряд, часть стены рухнула; передовая группа британцев рванулась вперёд, но не получила поддержки и вскоре была вновь отброшена:323. Оказалось, что подкоп был сделан под древней погребённой стеной, которая находилась перед современной стеной. Поэтому основные оборонительные сооружения французов не пострадали от взрыва.
Разочарованный Веллингтон приказал своим инженерам сделать новый подкоп. Тем временем его солдаты работали всю ночь, чтобы установить рядом со стенами батареи для пробития брешей. На рассвете 1 октября французы обнаружили их и тут же открыли огонь. Они быстро уничтожили две из трёх пушек и нанесли тяжёлые потери артиллеристам. На следующую ночь британцы восстановили батарею только для того, чтобы утром она вновь была уничтожена. 2 октября Веллингтон попросил Пофама отправить две 24-фунтовые пушки, чтобы заменить потерянную артиллерию. Эти пушки так и не успеют прийти вовремя. Когда 4 октября был наконец готов новый подкоп, в нём был взорван заряд, создавший 30-метровую брешь в северо-западной стене и убивший большинство защитников в этом районе:324. После тяжёлых боёв, стоивших им 220 человек, союзники смогли закрепиться на внешних оборонительных сооружениях.
После того, как союзники начали рыть новую траншею, Дюбретон произвёл 5 октября внезапную вылазку. Нападавшие убили и ранили почти 150 человек и унесли или испортили бо́льшую часть их оборудования. Как только Веллингтон возобновил осадные операции, Дюбретон снова нанёс удар. В 2 часа ночи 8 октября французы сделали вылазку, стоившую союзникам 184 человека; потери нападавших были незначительны. Начался проливной дождь, заливавший окопы. У британских пушек на горнверке осталось так мало боеприпасов, что артиллеристы искали французские пушечные ядра и использовали их повторно. Веллингтон писал: «Это вообще самая трудная работа, которую я когда-либо выполнял с такими мизерными средствами. Дай Бог мне ещё хоть немного больше времени».
Был вырыт третий подкоп, и 18 октября в 16:30 под часовней Сан-Роман у южной стены была взорвана мина:327. На западной и северной стене начались атаки, но, как и прежде, с чрезвычайно слабой поддержкой; они были быстро отбиты шквальным огнём французов, добавив к списку жертв ещё 170 человек. Из-за угрозы подхода французских армий и нехватки артиллерии и боеприпасов, Веллингтон начал готовился к отступлению 21 октября. Тем не менее, он не смог снять все свои осадные орудия. Инженеры пытались разрушить захваченный горнверк, но их заряды не взорвались. Британские потери в осаде составили 550 убитых, 1550 раненых и три орудия. Французы потеряли 304 убитых и 323 раненых, а 60 человек попали в плен.

### Дальнейшие действия

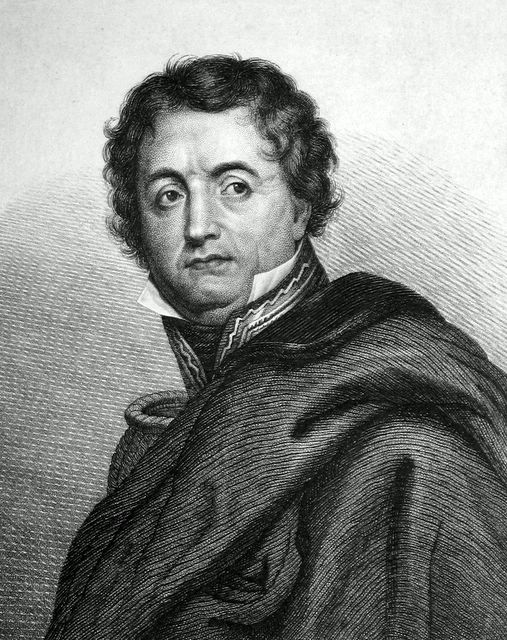
Маршал Никола Сульт

25 августа 1812 года Сульт снял осаду Кадиса, а 28-го бросил огромный обоз с добычей в Севилье. К концу сентября Сульт установил контакт с Сюше и Жозефом. 15 октября войска Жозефа двинулись на Мадрид с армией в 61 000 солдат и 84 орудиями. Колонна Сульта была слева, в то время как вторая колонна под командованием Жан-Батиста Друэ, графа д’Эрлона, шла справа от Сульта. На севере Португальская армия дивизионного генерала Жозефа Суама была увеличена с 41 000 до 53 000 человек перебросом 6500 пехотинцев и 2300 кавалеристов из Северной армии и подкреплением в 3400 человек из Франции.
Чтобы сдержать силы французов, Веллингтон имел в наличии 73 000 солдат. В Бургосе у него было 24 000 англо-португальцев и 11 000 испанцев Сантосильда. На юге Хилл занял Толедо с 20 000 солдат, в то время как генерал-майор Карл фон Алтен и 18 000 солдат удерживали Мадрид. Разгневанный тем, что Веллингтону предложили верховное командование в Испании, генерал Франсиско Бальестерос отказался подчиняться приказам британского генерала помешать движению Сульта. Большие надежды возлагались на 8000 англо-сицилийцев под командованием лейтенант-генерала Томаса Мейтленда в Аликанте на восточном побережье. Однако Мейтленд действовал крайне вяло. Веллингтон был в 240 км к северу от Мадрида в Бургосе, опасно далеко от армии Хилла. Что ещё хуже, Тахо не стала серьёзным препятствием из-за неожиданно низкого уровня воды. Когда Веллингтон осознал, насколько сильно Суам превосходил его по численности войска, он понял, что ему крайне повезло остаться невредимым. Позже он писал: «У меня не было причин полагать, что враги настолько сильны, пока я их не увидел своими глазами. К счастью, они не напали на меня, иначе я был бы полностью уничтожен». Несмотря на это, ему не хотелось совершать долгое отступление.

## Последствия

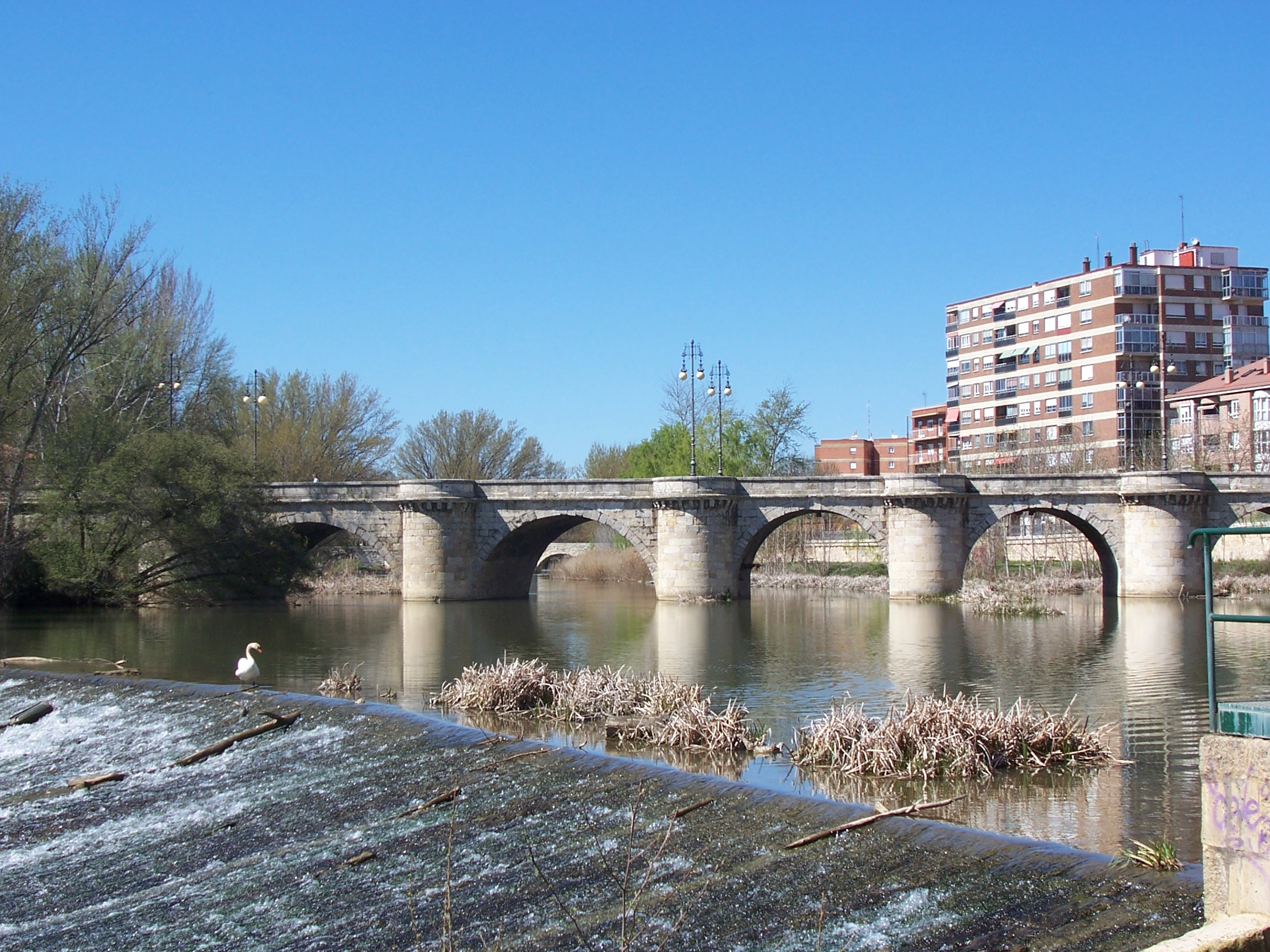
Каменный мост в Паленсии

Веллингтон снял осаду Бургоса 21 октября. Он ускользнул незаметно для французов, которые обнаружили это только поздним вечером 22 октября. 23-го состоялась битва при Венто-дель-Посо. В тот день основная часть союзных войск отступила за реку Писуэрга в Торквемаде. С 25 по 29 октября Суам и Веллингтон провели серию боев вдоль рек Писуэрга и Каррион в Паленсии, Вильямурьель-де-Серрато и Тордесильясе, которые совокупно называют битвой при Тордесильясе. Когда французы 29-го захватили мост через реку Дуэро возле Тордесильяса, Веллингтон был вынужден отдать приказ отступить.
29 октября Хилл получил приказ Веллингтона покинуть Мадрид и пойти на соединение с ним. После столкновения с авангардом Сульта в Пералес-де-Тахунья 30-го числа Хилл удалился в направлении Альба-де-Тормес. Жозеф вернулся в свою столицу 2 ноября. Стремясь уничтожить англичан, Жозеф бросился за ними, не удосужившись оставить в Мадриде гарнизон. Отступление союзников продолжалось до тех пор, пока 8 ноября Веллингтон и Хилл не объединили свои силы возле Альба-де-Тормес. 15 ноября 80 000 французов Сульта встретились с 65 000 союзников Веллингтона на старом поле битвы в Саламанке. К разочарованию многих французских солдат и генералов, Сульт отказался от атаки. В тот же день Веллингтон начал уходить на запад.
Материально-техническое обеспечение армии Веллингтона практически отсутствовало, и солдаты союзников шли в течение четырёх дней под проливным дождем с очень небольшим количеством еды. Сульт послал за ними только свою кавалерию. Несмотря на это, французские всадники взяли в плен сотни отставших. К 16 ноября французами были захвачены 600 солдат союзников. 17 ноября число пленников ещё увеличилось и включало в себя второго заместителя Веллингтона, генерала Эдварда Пейджета. Прежде чем достичь контролируемой ими крепости Сьюдад-Родриго, армия союзников потеряла 5000 человек пропавшими без вести, в основном погибших от голода во время этого хаотичного отступления. Все усилия Веллингтона в 1812 году были напрасны. Тем не менее, его англо-португальская армия завоевала моральное превосходство над французами, которое отныне будет только нарастать.

### Список используемой литературы
- Chandler David G. Dictionary of the Napoleonic Wars (англ.). — New York, NY: Macmillan, 1979. — ISBN 0-02-523670-9.
- Gates, David. The Spanish Ulcer: A History of the Peninsular War (англ.). — London: Pimlico, 2002. — ISBN 0-7126-9730-6.
- Glover, Michael. The Peninsular War 1807-1814 (англ.). — London: Penguin, 2001. — ISBN 0-14-139041-7.
- McNab, Chris. The World's Worst Military Disasters (англ.). — Amber, 2005. — ISBN 1904687385.
- Oman, Charles. Wellington's Army, 1809-1814 (англ.). — London: Greenhill, 1993. — ISBN 0-947898-41-7.
- Porter, Maj Gen Whitworth. History of the Corps of Royal Engineers Vol I (англ.). — Chatham: The Institution of Royal Engineers, 1889.
- Smith, Digby. The Napoleonic Wars Data Book (англ.). — London: Greenhill, 1998. — ISBN 1-85367-276-9.